# Emil Munz
Emil Munz (* 1904/1905; † unbekannt) war ein nationalsozialistischer Verlagsdirektor und Funktionär. Er war unter anderem als Verlagsdirektor der Zeitung Der Führer, Gaupresseamtsleiter sowie Beisitzer am Reichspressegerichtshof tätig.

## Tätigkeiten

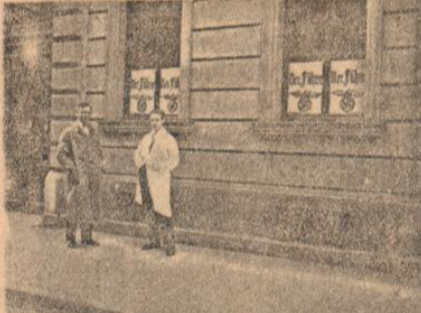
Emil Munz und Franz Moraller vor der Führer-Geschäftsstelle in der Douglasstr. 10

Der gelernte Kaufmann Emil Munz gründete 1927 in Karlsruhe die nationalsozialistische Zeitung Der Führer und übernahm deren verlegerische Leitung. Damit wurde er früh Teil des publizistischen Netzwerks der NSDAP. 1929 trat er der Partei bei und übernahm später auch die Geschäftsführung des Oberrheinischen Gauverlags.
Er wurde Gaupresseamtsleiter, trug den Rang eines SA-Sturmbannführers und war als Oberbereichsleiter innerhalb der Partei tätig. 1934 wurde er zum Beisitzer am Reichspressegerichtshof sowie zum stellvertretenden Vorsitzenden des Ehrenrates im Reichsverband Deutscher Verleger berufen.
Im März 1945 wurde er zur Wehrmacht eingezogen.

## Presseaffäre und Strafurteil 1931
Im Juni 1931 veröffentlichte Der Führer einen Artikel mit dem Titel „Brüning als Asket. Abendessen für 1150 Mark“. Das badische Innenministerium verhängte daraufhin ein vierwöchiges Verbot der Zeitung. Kurz darauf zeigte der Verlag ein nicht genehmigtes Plakat mit herabsetzenden Darstellungen von Reichskanzler Brüning und Außenminister Curtius. Die Behörden stuften dies als politisch beleidigend ein. 
Munz wurde wegen Verstoßes gegen die Reichspräsidentenverordnung vom 28. März 1931 zunächst zu 14 Tagen Gefängnis verurteilt. In der Berufungsverhandlung wurde die Strafe in eine Geldbuße von 90 Reichsmark, ersatzweise zehn Tage Haft, umgewandelt. Das Gericht sah ihn nicht als politischen Urheber, sondern als ausführenden Geschäftsführer.

## Entnazifizierungsverfahren 1948
1948 wurde Munz von der Spruchkammer des Interniertenlagers 77 in Ludwigsburg als Belasteter eingestuft. Die Kammer verhängte zwei Jahre und drei Monate Arbeitslager, unter Anrechnung politischer Haft. Zudem wurden 50 Prozent seines Vermögens eingezogen und eine fünfjährige Berufsbeschränkung ausgesprochen.
In mehreren eidesstattlichen Erklärungen wurde er als ruhiger und anständiger Bürger beschrieben. Die Kammer stellte jedoch fest, dass er als überzeugter und aktiver Nationalsozialist galt. Seine leitende Rolle in der NS-Presse wurde trotz fehlender publizistischer Schulung als systemstützend gewertet.